# Polska na zawodach Pucharu Europy w Lekkoatletyce 1987
Polska na zawodach Pucharu Europy w Lekkoatletyce 1987 – wyniki reprezentacji Polski w 11. edycji Pucharu Europy w 1987.
Obie reprezentacje, męska i żeńska, wystąpiły w finale „A”, który odbył się w dniach 27–28 czerwca 1987 w Pradze.

## Mężczyźni
Polska zajęła ostatnie 8. miejsce, zdobywając 58,5 punktów i spadła do grupy „B”.
- 100 m: Joachim Helbik – 8 m. (10,73)
- 200 m: Czesław Prądzyński – 8 m. (21,25)
- 400 m: Tomasz Jędrusik – 5 m. (45,96)
- 800 m: Piotr Piekarski – 7 m. (1:48,00)
- 1500 m: Piotr Kurek – 7 m. (3:49,20)
- 5000 m: Wiesław Perszke – 8 m. (14:28,26)
- 10000 m: Bogusław Psujek – 6 m. (29:08,63)
- 110 m ppł: Tomasz Nagórka – 5 m. (13,63)
- 400 m ppł: Leszek Rzepakowski – 8 m. (52,09)
- 3000 m z przeszkodami: Bogusław Mamiński – 4 m. (8:30,19)
- skok wzwyż: Krzysztof Krawczyk – 3 m.= (2,26 ex equo z jeszcze jednym zawodnikiem)
- skok o tyczce: Marian Kolasa – nie zaliczył żadnej wysokości
- skok w dal: Stanisław Jaskułka – 6 m. (7,74)
- trójskok: Zdzisław Hoffmann – 2 m. (17,06)
- pchnięcie kulą: Helmut Krieger – 4 m. (20,82)
- rzut dyskiem: Dariusz Juzyszyn – 5 m. (62,22)
- rzut młotem: Leszek Woderski – 8 m. (64,14)
- rzut oszczepem: Bogdan Patelka – 7 m. (73,88)
- sztafeta 4 × 100 m: Joachim Helbik, Zygfryd Swaczyna, Czesław Prądzyński, Andrzej Klimaszewski – 4 m. (39,58)
- sztafeta 4 × 400 m: Zbigniew Janus, Ryszard Wichrowski, Marek Sira, Tomasz Jędrusik – 7 m. (3:05,02)

## Kobiety
Polska zajęła 7. miejsce wśród ośmiu drużyn, zdobywając 45 punktów.
- 100 m: Ewa Kasprzyk – 7 m. (11,45)
- 200 m: Ewa Kasprzyk – 3 m. (22,63)
- 400 m: Marzena Wojdecka – 6 m. (52,61)
- 800 m: Zofia Więciorkowska – 7 m. (2:03,36)
- 1500 m: Barbara Klepka – 8 m. (4:17,08)
- 3000 m: Wanda Panfil – 8 m. (9:17,62)
- 10000 m: Renata Kokowska – 8 m. (35:41,26)
- 100 m ppł: Barbara Latos – 8 m. (13,72)
- 400 m ppł: Genowefa Błaszak – 2 m. (55,44)
- skok wzwyż: Urszula Kielan – 8 m. (1,80)
- skok w dal: Jolanta Bartczak – 5 m. (6,47, wiatr + 2,6)
- pchnięcie kulą: Małgorzata Wolska – 7 m. (17,35)
- rzut dyskiem: Renata Katewicz – 6 m. (58,42)
- rzut oszczepem: Maria Jabłońska – 7 m. (57,18)
- sztafeta 4 × 100 m: Joanna Smolarek, Agnieszka Siwek, Jolanta Janota, Ewa Kasprzyk – 4 m. (43,91)
- sztafeta 4 × 400 m: Ewa Marcinkowska, Marzena Wojdecka, Elżbieta Kapusta, Genowefa Błaszak – 5 m. (3:29,18)